# Афинский университет экономики и бизнеса
Афинский университет экономики и бизнеса (греч. Οικονομικό Πανεπιστήμιο Αθηνών) — университет в Афинах, основанный в 1920 году. Главный корпус расположен на улице Патисион. Это самое престижное заведение экономического образования и третий среди древнейших вузов страны.

## История
Афинский университет экономики и бизнеса был основан как Афинская школа коммерческой деятельности. С 1926 по 1989 год именовался Высшей школой экономики и бизнеса (греч. Ανωτάτη Σχολή Οικονομικών και Εμπορικών Επιστημών).
До 1955 году существовало только одно направление подготовки студентов, с тех пор было создано два отделения: экономики и делового управления. В 1984 году школу разделили на три отделения: отделение экономики, отделение делового управления и отделение статистики и информатики.
В середине XIX века на деньги Григория Маразли, греческого патриота, мецената, который на протяжении 15 лет занимал пост городского головы Одессы, в Афинах построили учительский институт, коммерческую академию и аквариум. Первые позже вошли в состав современного Афинского университета экономики и бизнеса.

## Структура
- Факультет экономики (1955)
- Факультет делового управления (1955)
- Факультет международной и европейской экономической деятельности (1989)
- Факультет маркетинга (1989)
- Факультет информатики (1984)
- Факультет статистики (1989)
- Факультет бухгалтерского учёта и финансов (1999)
- Факультет управления и техники (1999)